# Vinay (Isère)
Vinay is een gemeente in het Franse departement Isère (regio Auvergne-Rhône-Alpes). De plaats maakt deel uit van het arrondissement Grenoble. Vinay telde op 1 januari 2022 4.449 inwoners. 

## Geografie
De oppervlakte van Vinay bedroeg op 1 januari 2022 16,01 vierkante kilometer; de bevolkingsdichtheid was toen 277,9 inwoners per km².

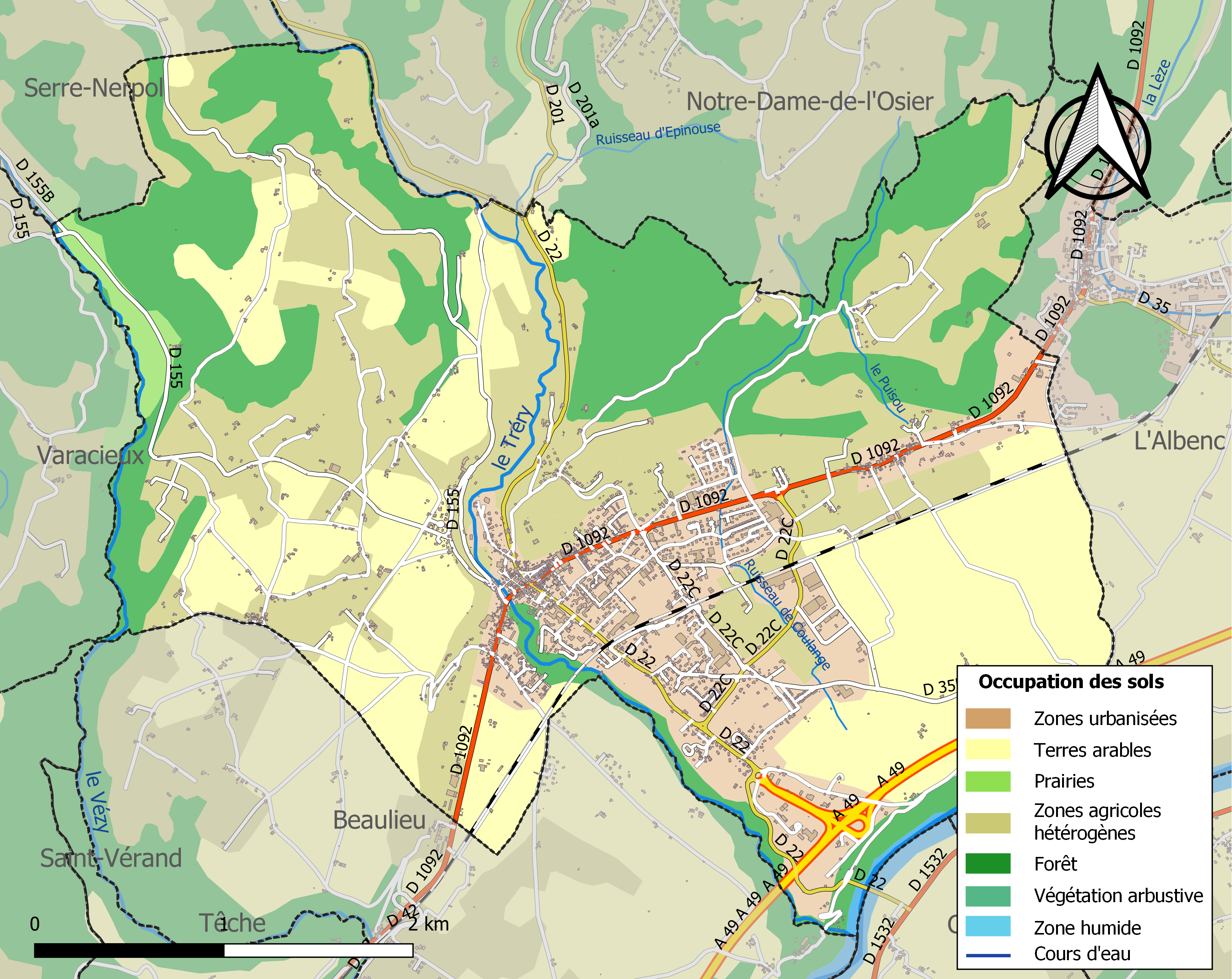
Kaart van de gemeente met de belangrijkste infrastructuur, bodemgebruik en omliggende gemeenten

## Demografie
Onderstaande figuur toont het verloop van het inwonertal (bron: INSEE-tellingen).